# Àcid 3-oxobutanoic
L'àcid 3-oxobutanoic, abans conegut com a àcid acetoacètic, és un compost orgànic de la classe dels àcids carboxílics de fórmula empírica C4H6O3. És el més simple dels β-cetoàcids i com els altres, és molt inestable i pateix descarboxilació espontània a acetona. Intervé en el metabolisme de lípids i és un dels cossos cetònics, una font d'energia per al cor i el cervell. L'anió carboxilat de l'àcid 3-oxobutanoic és el 3-oxobutanoat i es coneix com a acetoacetat, que és la forma més usual en els éssers vius. En les persones en cetosi nutricional, el 3-oxobutanoat i altres cossos cetònics es produeixen en quantitats metabòlicament normals que no suposen un risc per a la salut.
Quan l'organisme falla en la regulació de la producció d'aquests cossos cetònics, portant a l'acumulació d'aquests àcids en sang i de la disminució dràstica del pH sanguini, es produeix la patologia coneguda com a cetoacidosi que pot arribar a ser letal.

## Detecció
L'àcid 3-oxobutanoic es mesura en l'orina de persones amb diabetis per provar la cetoacidosi i per controlar les persones amb una dieta cetogènica o baixa en hidrats de carboni. La nitroprussida canvia de rosa a porpra en presència de 3-oxobutanoat, la base conjugada d'àcid 3-oxobutanoic, i el canvi de color permet classificar-ho a simple vista. La prova no mesura el 3-hidroxibutanoat, la cetona més abundant del cos; durant el tractament de la cetoacidosi, el 3-hidroxibutanoat es converteix en 3-oxobutanoat, de manera que la prova no és útil després que el tractament comenci i podria ser fals en el moment del diagnòstic.